# Mahmoud Maklouf
Mahmoud Maklouf (Tripoli, 17 de agosto de 1975) é um ex-futebolista profissional líbio que atuava como defensor.

## Carreira
Mahmoud Maklouf representou o elenco da Seleção Líbia de Futebol no Campeonato Africano das Nações de 2006.